# 安圭拉腊威尼塔
安圭拉腊威尼塔（義大利語：Anguillara Veneta），是意大利威尼托大区帕多瓦省的一个市镇。总面积21.51平方公里，人口4690人，人口密度218.0人/平方公里（2009年）。国家统计（ISTAT）代码为028004。